# راؤول إنتريريوس
راؤول إنتريريوس (بالإسبانية: Raúl Entrerríos) مواليد 12 فبراير 1981 في إسبانيا، هو لاعب كرة يد إسباني يلعب كوسط مدافع. يلعب حاليا مع نادي برشلونة لكرة اليد ويحمل الرقم 9. مثل منتخب إسبانيا لكرة اليد. شارك في دورة الألعاب الأولمبية الصيفية سنة 2008.

## المسيرة الاحترافية
لعب مع أديمار ليون في الدوري الإسباني من سنة 2001 إلى 2007، ثم انضم إلى نادي بلد الوليد لكرة اليد من سنة 2007 إلى 2010، ثم لعب مع نادي برشلونة لكرة اليد في الدوري الإسباني في سنة 2010.

## سجل المنافسة
شارك في البطولات التالية:
- بطولة العالم لكرة اليد للرجال 2015
- بطولة أوروبا لكرة اليد للرجال 2012
- بطولة أوروبا لكرة اليد للرجال 2014
- بطولة أوروبا لكرة اليد للرجال 2016
- الألعاب الأولمبية الصيفية 2012

## الميداليات
| الميدالية | المسابقة                           |
| --------- | ---------------------------------- |
| برونزية   | الألعاب الأولمبية الصيفية 2008     |
| برونزية   | بطولة أوروبا لكرة اليد للرجال 2014 |
| برونزية   | الألعاب الأولمبية الصيفية 2020     |

## روابط خارجية
- راؤول إنتريريوس على موقع الاتحاد الأوروبي لكرة اليد (الإنجليزية)
- راؤول إنتريريوس على موقع اللجنة الأولمبية الدولية (الإنجليزية)
- راؤول إنتريريوس على موقع أوليمبيديا (الإنجليزية)